# F.E.A.R. (серия игр)
F.E.A.R. (First Encounter Assault Recon, Штурмовое подразделение первого контакта; в русском переводе — Федеральная единица агрессивного реагирования) — серия видеоигр в жанре шутера от первого лица с элементами хоррора, состоящая из трёх основных игр, двух дополнений и одного DLC.

## Игры серии
| Название                   | Год  | Тип                   | Платформы                                  |
| -------------------------- | ---- | --------------------- | ------------------------------------------ |
| F.E.A.R.                   | 2005 | Первая игра серии     | Microsoft Windows, PlayStation 3, Xbox 360 |
| F.E.A.R. Combat            | 2006 | Спин-офф к F.E.A.R.   | Microsoft Windows                          |
| F.E.A.R. Extraction Point  | 2006 | Дополнение к F.E.A.R. | Microsoft Windows, Xbox 360                |
| F.E.A.R. Perseus Mandate   | 2007 | Дополнение к F.E.A.R. | Microsoft Windows, Xbox 360                |
| F.E.A.R. 2: Project Origin | 2009 | Сиквел F.E.A.R.       | Microsoft Windows, PlayStation 3, Xbox 360 |
| F.E.A.R. 2: Reborn         | 2009 | DLC для F.E.A.R. 2    | Microsoft Windows, PlayStation 3, Xbox 360 |
| F.E.A.R. 3                 | 2011 | Сиквел F.E.A.R. 2     | Microsoft Windows, PlayStation 3, Xbox 360 |

## Фильм
В мае 2018 года стало известно, что Warner Bros. хотят экранизировать хоррор F.E.A.R. Фильмом займётся студия Machinima — подразделение Warner Bros. В качестве сценариста картины выступит Грег Руссо. По окончании съёмок F.E.A.R. станут распространять через онлайн-сервисы Machinima.